# Radialkolbenmotor
Radialkolbenmotoren sind Pneumatik- oder Hydraulikmotoren basierend auf dem Radialkolbenprinzip für geringe Drehzahlen und hohe Drehmomente.

## Pneumatische Radialkolbenmotoren

### Arbeitsweise
Pneumatische Radialkolbenmotoren sind mit Druckluft angetriebene Motoren, die ohne Lamellen, Pleuel und Kurbelwelle arbeiten. Die sternförmig angeordneten Arbeitskolben rollen auf einer im Inneren des Gehäuses eingearbeiteten Kurve ab. Sie werden vom Zentrum her über einen mitlaufenden Steuerring und eine feststehende Steuerwelle mit Druckluft versorgt. Dadurch werden die Kolben zwangsläufig angesteuert. Der Steuerring ist mit der Zylinderscheibe, die auf der Steuerwelle doppelt gelagert ist, schwimmend verbunden. Bei eintretender Rotation wird die Zuluft bzw. Abluft abwechslungsweise die Kolben mit Druckluft versorgen und entlüften. Durch Umkehr der Zu- und Abluft kann sofortiger Links- oder Rechtslauf – auch unter Last – erzeugt werden.

### Vorteile des pneumatischen Radialkolbenmotors
(Quellen: )
- extrem geringer Druckluftverbrauch
- bis zum Stillstand belastbar
- hohe Drehmomente
- geringe Geräuschemission
- kleine Drehzahlen auch ohne Getriebe
- hoher Wirkungsgrad[6]
- kompakter Aufbau

### Einsatzgebiete

#### Explosionsgefährdete Umgebungen
Durch ihren rein mechanischen Aufbau entstehen beim Betrieb der Radialkolbenmotoren weder Wärme noch Funken, die leicht brennbare Stoffe entzünden könnten. Daher sind Druckluftmotoren mit einem entsprechenden ATEX-Zertifikat in explosionsgefährdeter Umgebung einsetzbar: Rührwerke, Lackiertechnik, Chemieanlagenbau, Mühlen und Mahlwerke, Schüttguttransportanlagen, chemische Prozessbehälter, Verarbeitung von Lacken, Kleb-, Füll- und Dichtstoffen.

#### Feuchte/staubhaltige Umgebungen/Einsatz unter Wasser
Spezielle nach IP68 Schutzart wasserdichte Druckluftmotoren nach dem Radialkolbenprinzip können in feuchten Umgebungen eingesetzt oder auch komplett unter Wasser getaucht werden. Anwendung finden sie etwa beim Verschließen von Rohrsystemen, beim Antrieb von Fahrzeugen in feuchter Umgebung, in Kanalsystemen, auf Bohrinseln oder im Schiffsbau.

#### Lebensmittelbranche
Ein Radialkolbenmotor aus Edelstahl hat eine hohe Beständigkeit gegen aggressive Medien und ist damit lebensmittelecht und leicht zu reinigen. Anwendung findet er beispielhaft an Lebensmittelverarbeitungsmaschinen, Verpackungsmittelmaschinen, Abfüllanlagen, Brauereien, Bäckereimaschinen, Schokoladenrührwerke, Milchsammeltechnik, Milchverarbeitung.

#### Ferritfreie/Magnetfeldfreie Anwendung
Beim Aufbau des pneumatischen Radialkolbenmotors kann auf magnetische Bestandteile verzichtet werden. Darüber hinaus existiert kein Störpotenzial durch Elektronik oder Sensorik. Er eignet sich daher für den Einsatz in Hochfrequenz- und Magnetresonanz-Anwendungen in MRT-Geräten in der Medizintechnik, für Minensuchgeräte und TESLA-Anwendungen.

## Hydraulische Radialkolbenmotoren
Die Arbeitszylinder sind dabei radial um eine Kurbelwelle angeordnet, ähnlich wie bei einem Sternmotor. Die Arbeitszylinder werden über eine Drehschiebersteuerung gesteuert mit Zulauf und Rücklauf verbunden, wodurch eine Drehbewegung entsteht. Diese Motoren haben keine richtigen Pleuel wie bei einem Sternmotor, sondern lediglich schwenkbare Druckstücke, die hydrostatisch gelagert sind. Dadurch ist die innere Reibung gering und die Motoren haben einen guten Wirkungsgrad. Die sogenannte Leckleitung in diesen Motoren verhindert, dass sich durch Leckagen der Betriebsdruck im Kurbelgehäuse aufbaut und es zum Bersten bringen würde.